# Грива (Гомельська область)
Грива (біл. Грыва) — колишнє селище в Телешовській сільській раді Гомельського району Гомельської області Республіки Білорусь. У зв'язку з радіаційним забрудненням внаслідок катастрофи на Чорнобильській АЕС мешканців переселено в інші населені пункти.

## Географія

### Розташування
За 20 км від залізничної станції Якимівка (на лінії Калинковичі — Гомель), 27 км на захід від Гомеля.

## Історія
Заснований на початку 1920-х років переселенцями із сусідніх сіл на колишніх поміщицьких землях. У 1926 році у Задоривській сільраді Уваровицького району Гомельського округу. Під час німецько-радянської війни у жовтні 1943 року німецькі окупанти повністю спалили селище. 1959 року входив до складу колгоспу «Червона площа» (центр — село Телеші).

## Транспортна мережа
Транспортні зв'язки степовою, потім автомобільною дорогою Жлобин — Гомель. Будинки дерев'яні, вздовж путівця.

## Населення

### Чисельність
- 2004 — мешканців немає.